# Ilex anomala
Ilex anomala är en järneksväxtart som beskrevs av William Jackson Hooker och Arn. Ilex anomala ingår i släktet järnekar, och familjen järneksväxter. Inga underarter finns listade i Catalogue of Life.

## Bildgalleri

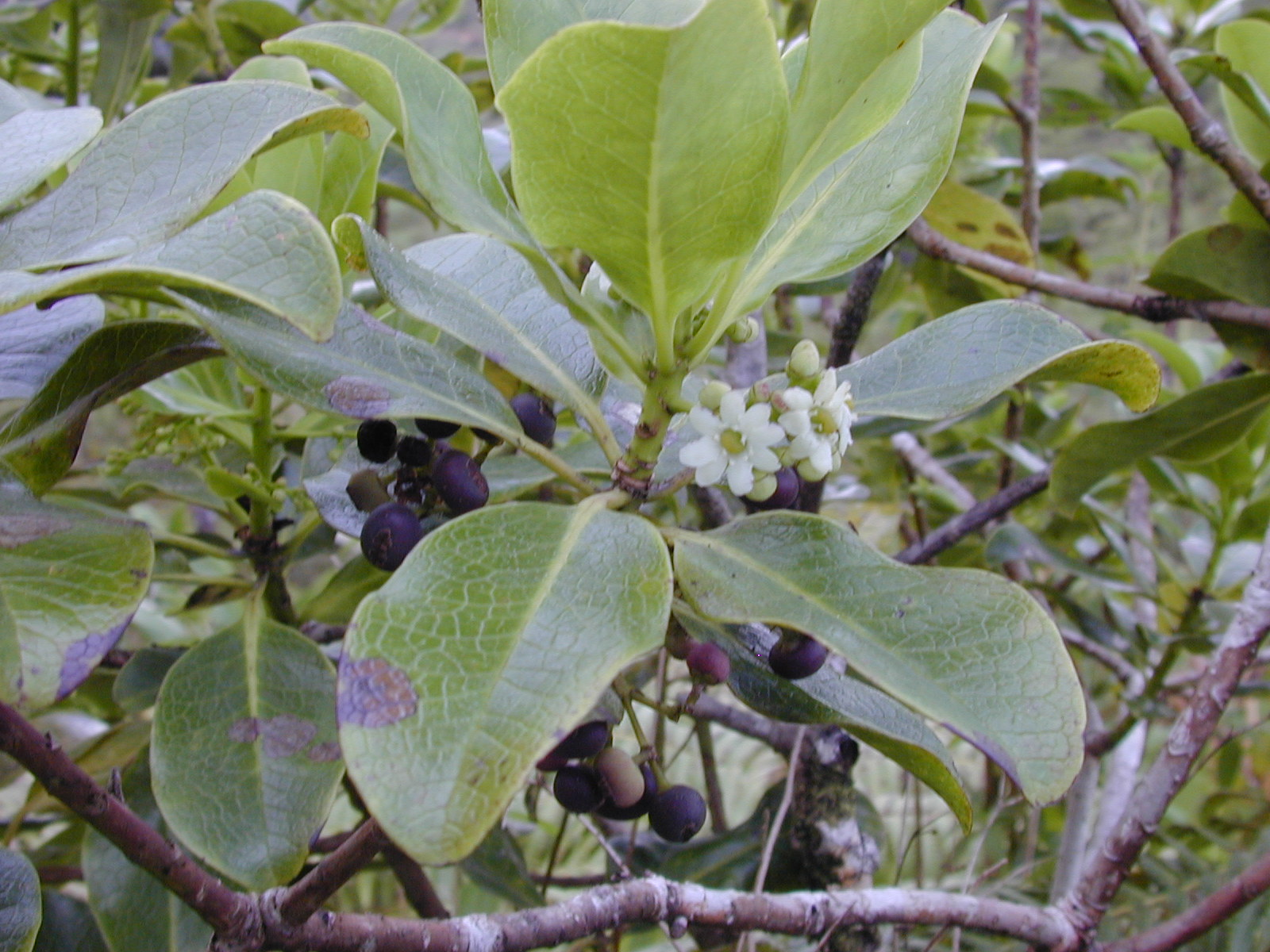
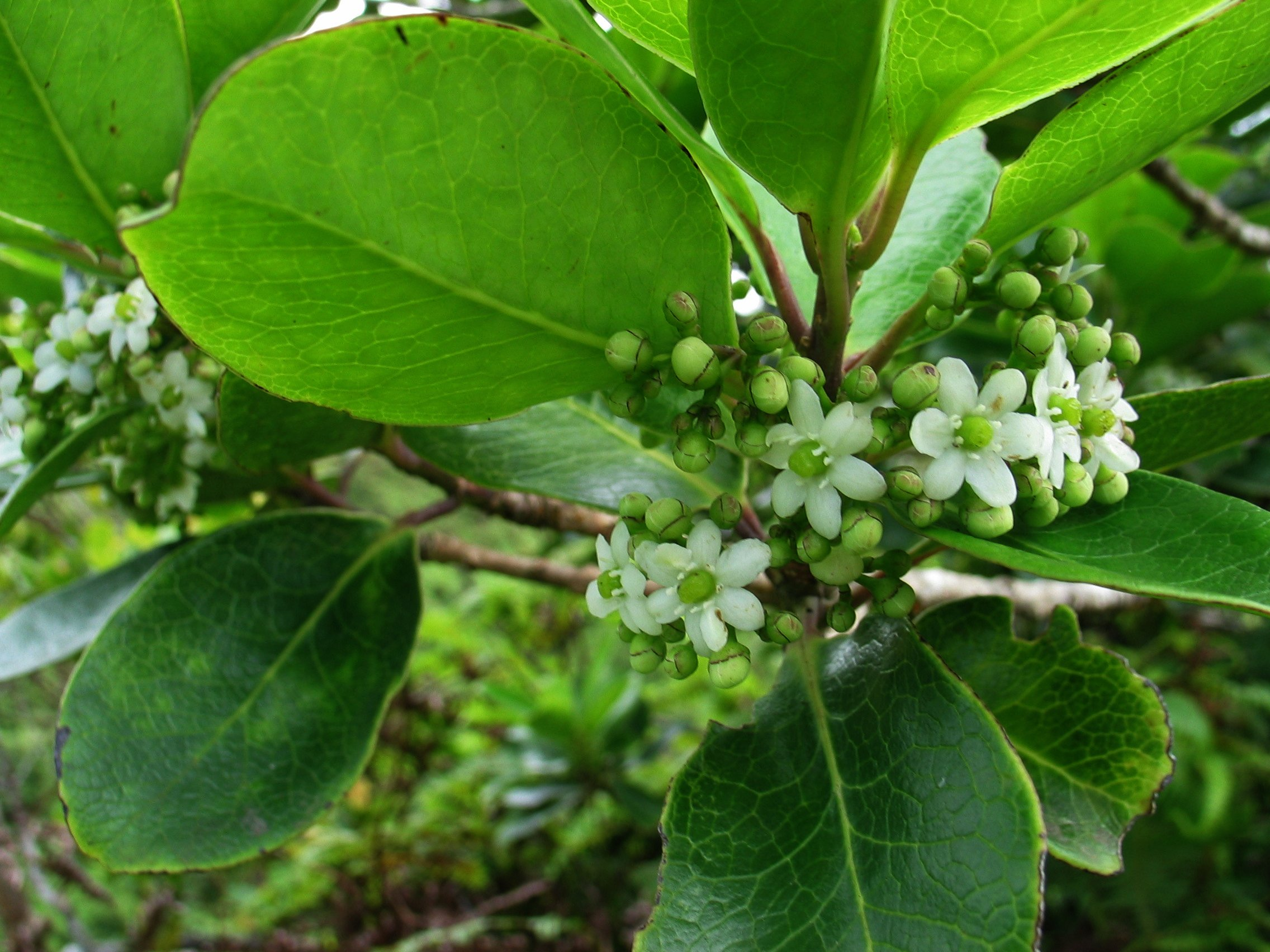
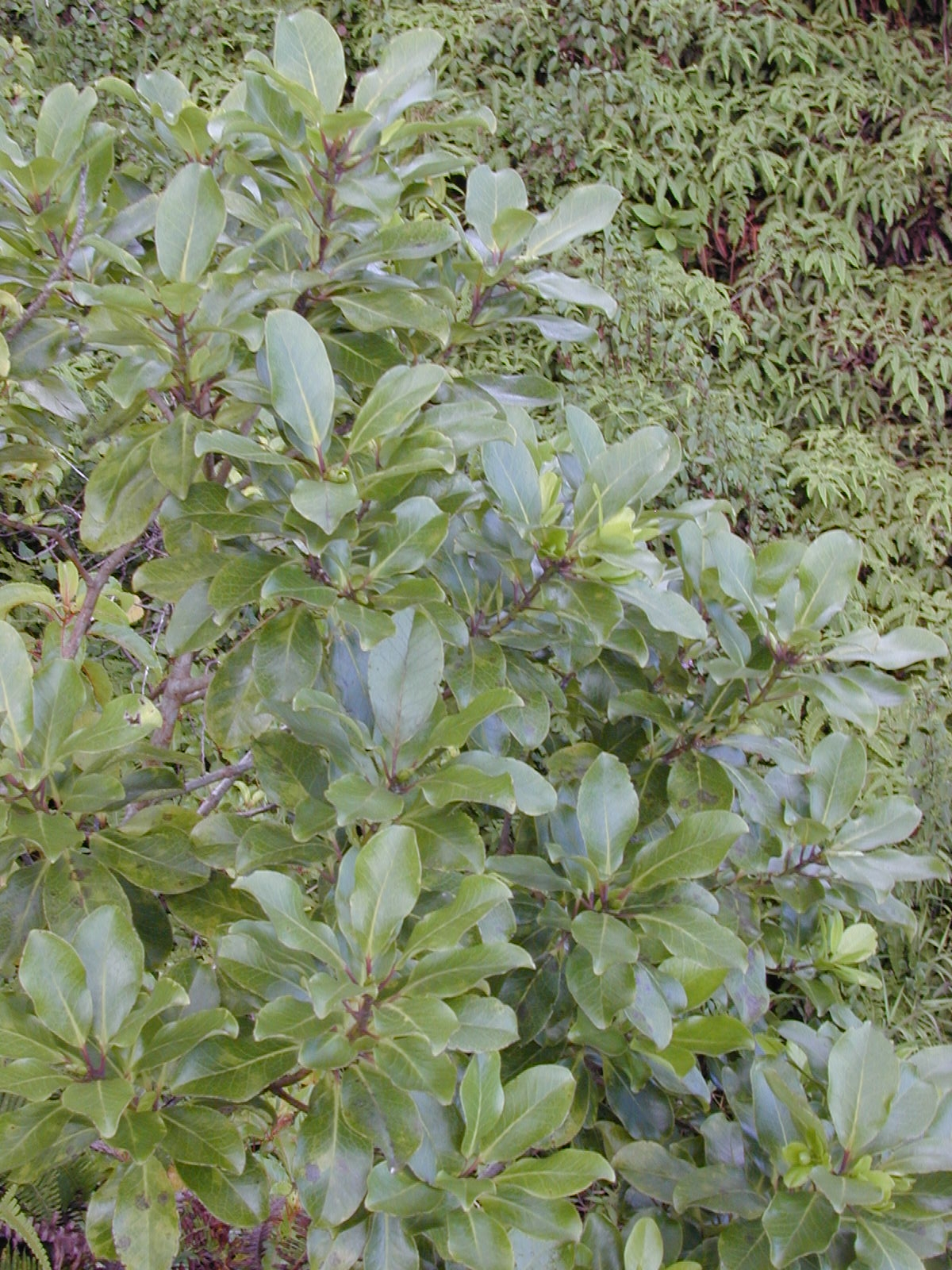
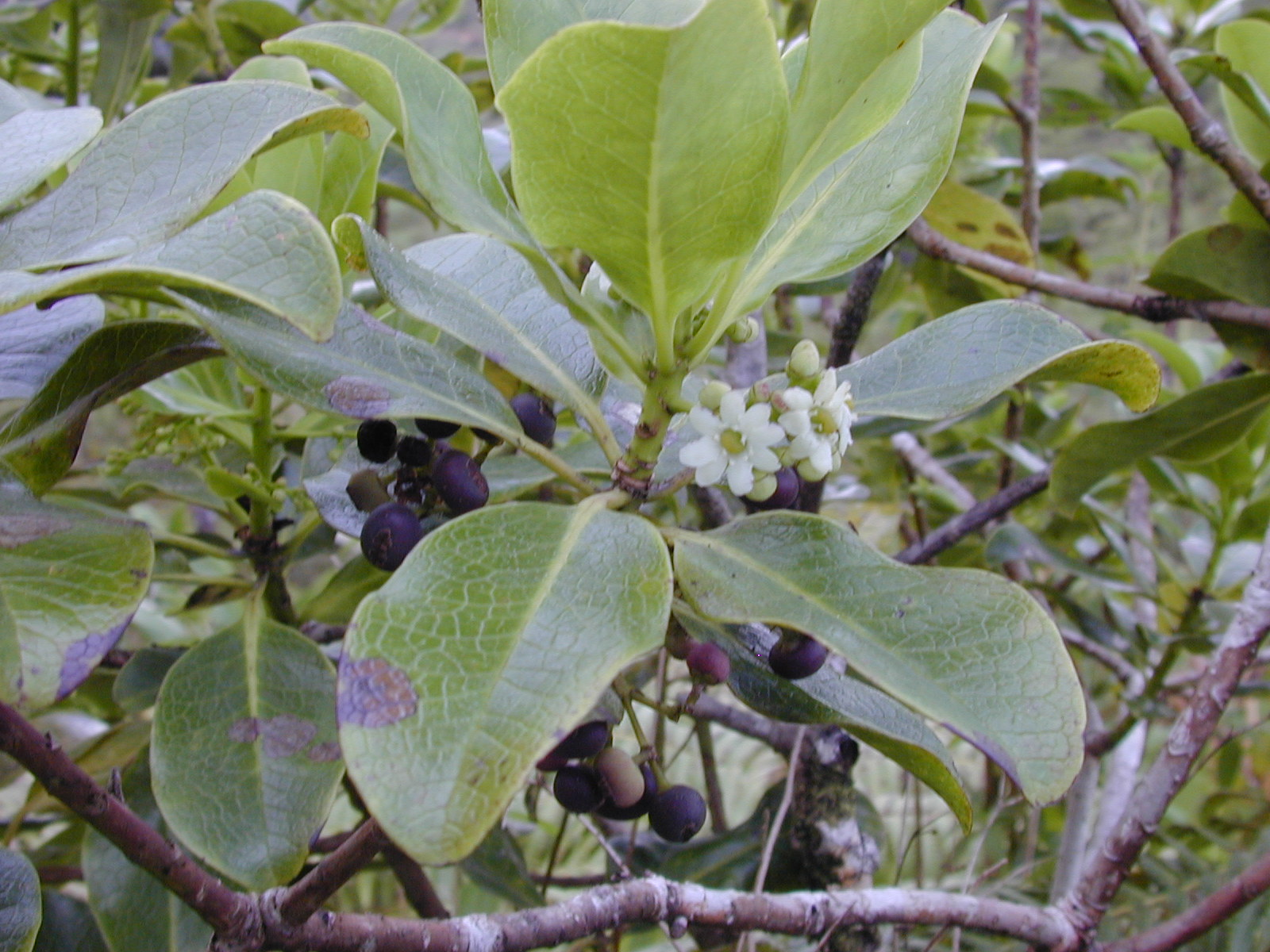
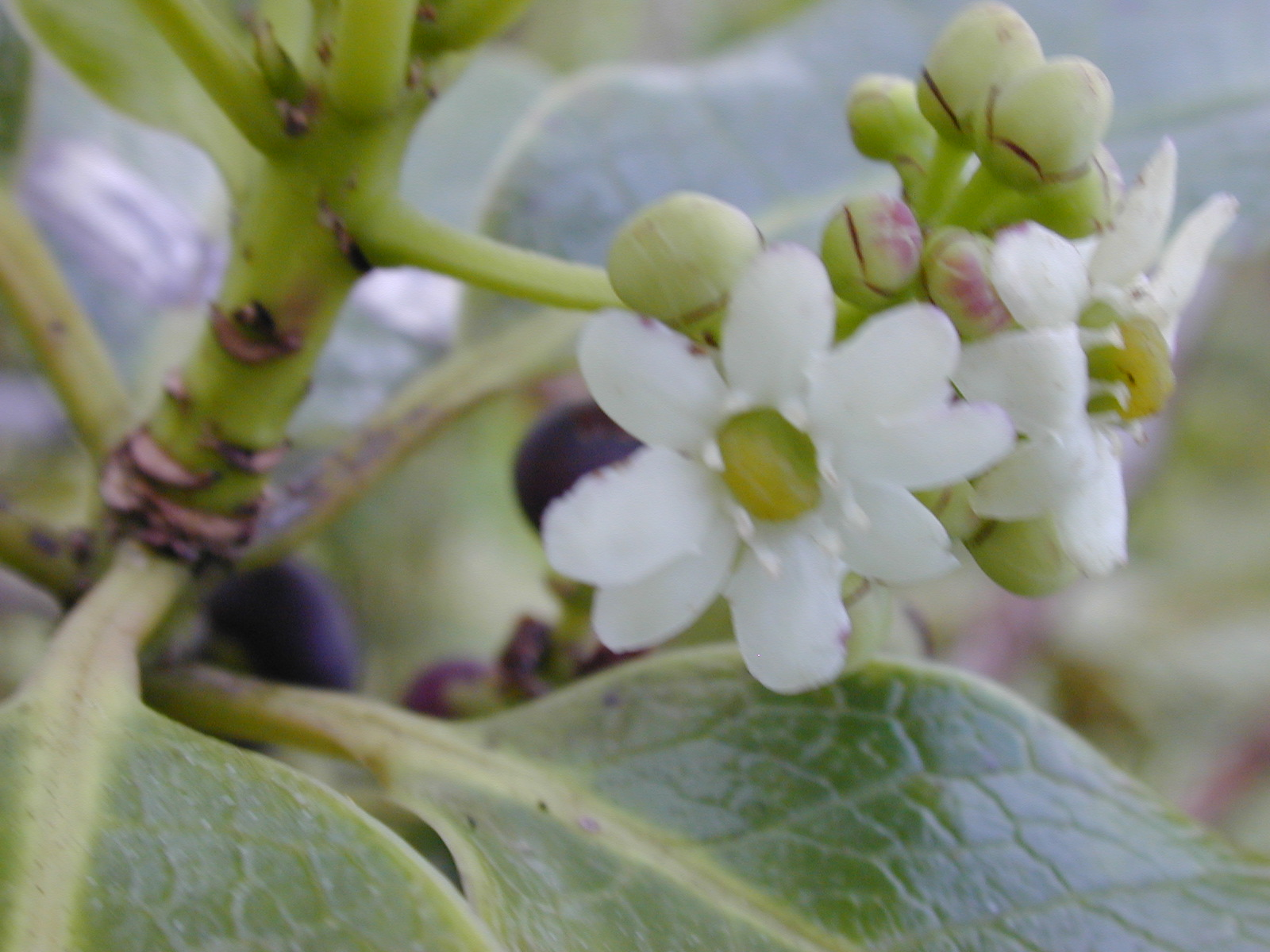
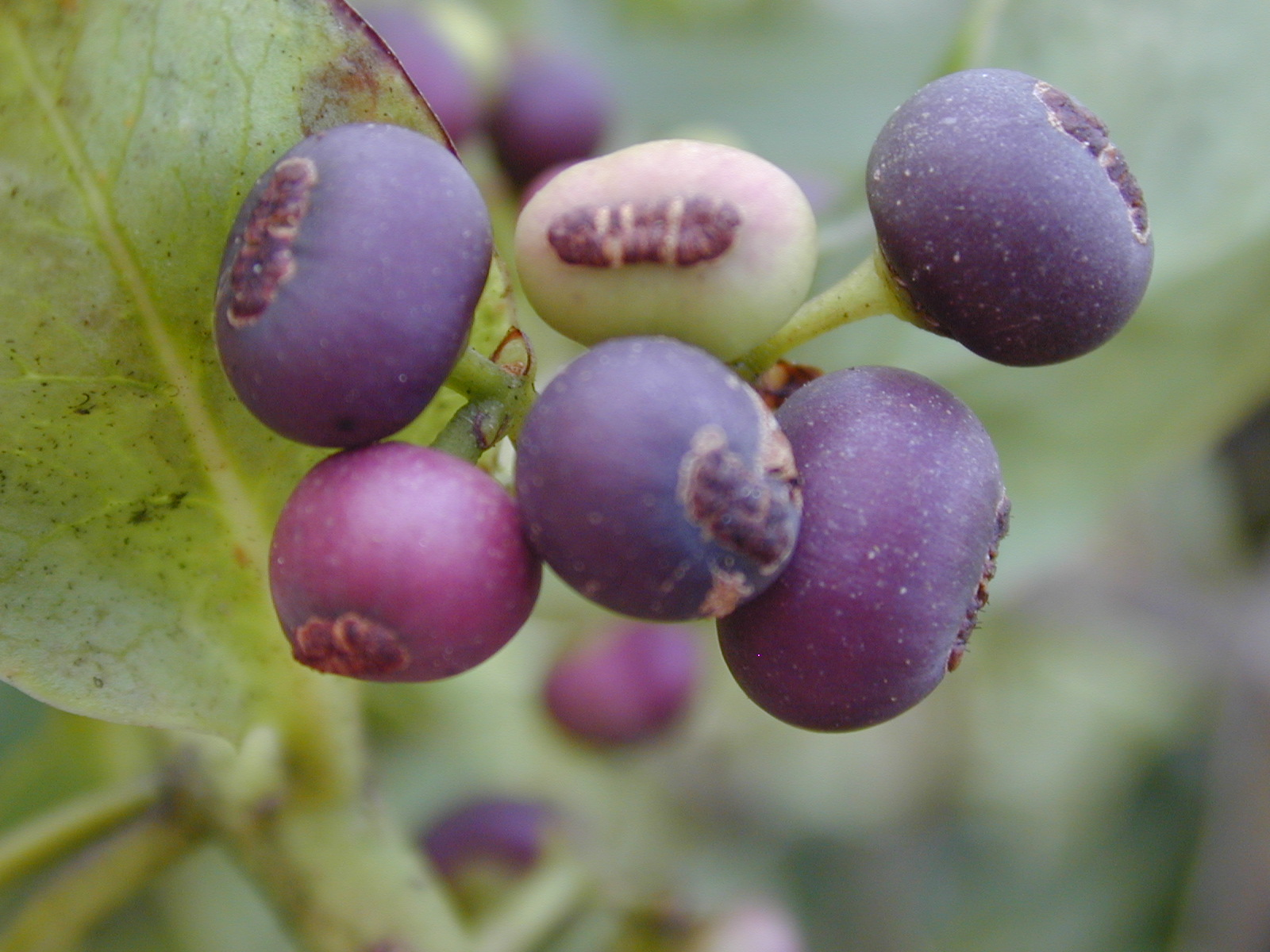